# Suchá Loz
Suchá Loz (deutsch Suchalosa, 1939–45: Rebendorf) ist eine Gemeinde in Tschechien. Sie liegt acht Kilometer südöstlich von Uherský Brod und gehört zum Okres Uherské Hradiště.

## Geographie
Suchá Loz befindet sich am Nordhang der Weißen Karpaten am Rande des Landschaftsschutzgebietes CHKO Bílé Karpaty. Das Dorf erstreckt sich im Tal des Baches Nivnička, der hier auch als Bystřička bezeichnet wird. Nordöstlich erheben sich die Skalky (465 m), im Südosten der Obecní háj (536 m) und Holý vrch (592 m), südlich der Studenný vrch (646 m), im Südwesten die Prašnice (387 m), westlich der Čupy (326 m) sowie im Nordwesten der Králov (357 m). Östlich befindet sich der Stausee Ordějov.
Nachbarorte sind Šumické pole-Králov, Jakubovec, Bánov und Zámeček im Norden, Podhorský Mlýn und Bystřice pod Lopeníkem im Osten, Troják, Mechnáč und Lopeník im Südosten, Březová, Strání und Drahy im Süden, Korytná im Südwesten, Volenov, Čupák und Nivnice im Westen sowie Nivnický Dvůr und Uherský Brod im Nordwesten.

## Geschichte
Die erste schriftliche Erwähnung von Suchalusi erfolgte 1261 in der Gründungsurkunde des Klosters Smilheim, die sich jedoch als nachträgliches Falsifikat des Klosters erwiesen hat. 1423 verpfändete der spätere Kaiser Sigismund das Gut Strání einschließlich Suchalusi und weiterer Dörfer sowie dem Gut Bánov an die Herrschaft Uherský Brod. 1493 wurde das Dorf als Sucholzuy und 1507 als Suche Hloze bezeichnet. 1638 wurde das Dorf geplündert. Beim Einfall der Türken wurden 1663 50 Einwohner des Ortes ermordet. In den Jahren 1704 und 1705 wurde das Dorf beim Einfall ungarischer Aufständischer erneut geplündert und teilweise zerstört. Das älteste Ortssiegel stammt von 1687; es trägt die Inschrift PECET DIEDINY SUCHE LOSI und zeigt ein Kreuz, eine Pflugschar und ein Sech. Als dem Jahre 1720 ist der Ortsname Sucholossa überliefert.
Nach der Ablösung der Patrimonialherrschaften bildete Suchá Loza/Suchalosa ab 1850 eine Gemeinde in der Bezirkshauptmannschaft Uherský Brod. Im Ende des 19. Jahrhunderts bestanden in Suchá Loza drei Mühlen und drei Schmieden. Die Bewohner des Dorfes lebten von der Landwirtschaft, zu Beginn des 20. Jahrhunderts bestand Suchá Loza überwiegend aus Kleinbauernwirtschaften. In den Wintermonaten ging ein Teil der Bewohner mit Sämereien in Ungarn und den Alpenländern hausieren. 1907 nahm ein Steinbruch den Betrieb auf, in dem Pflastersteine gehauen wurden. Seit 1906 führte die Gemeinde den Namen Suchaloza und seit 1924 ist der heutige Name Suchá Loz gebräuchlich. Zwischen 1939 und 1945 erhielt das Dorf den deutschen Namen Rebendorf. Nach der Aufhebung des Okres Uherský Brod kam Suchá Loz Ende 1960 zum Okres Uherské Hradiště. In den Jahren 1969–1971 wurde östlich des Dorfes bei Ordějov die Nivnička gestaut. Der seit den 1950er Jahren heruntergewirtschaftete Hof Ordějov wurde Ende der 1970er Jahre bei einem Dammbruch des überfüllten Stausees überflutet. 1986 erfolgte der Abbruch des verwahrlosten Hofes.
Suchá Loza gehört zu den Orten mit der größten Winderosion in Tschechien, aus diesem Grunde wurden auf den gesamten Fluren Windmäntel angepflanzt. Bekannt ist Suchá Loza für seinen Anbau von Frühlingsknoblauch, daneben wird auch Getreide und Gewürze angebaut und Dörrobst hergestellt.

## Gemeindegliederung
Für die Gemeinde Suchá Loz sind keine Ortsteile ausgewiesen. Zu Suchá Loz gehören die Ansiedlungen Volenov (Wöllenau) und Čupy.

## Sehenswürdigkeiten
- Kirche der hl. Ludmilla, der moderne Bau entstand nach Plänen der Architekten J. Zajíček
- Kapelle St. Peter und Paul, errichtet Ende des 18. Jahrhunderts
- Kapelle der hl. Cyrill und Method, erbaut nach 1860
- Kapelle des hl. Rochus, errichtet 1886 nach dem Ende einer Seuche
- Kreuz, aufgestellt 1908 anlässlich des 60. Thronjubiläums Kaiser Franz Joseph I.
- Naturreservat Horní louky, Orchideenvorkommen, südlich des Dorfes
- Sauerbrunnen Loza bzw. Slatina, die lithiumhaltige Mineralquelle wurde erstmals 1580 durch den Brünner Arzt Thomas Jordan von Klausenburg als Heilkräftig beschrieben